# Корсун Катерина Іванівна
Катерина Іванівна Корсун (нар. 28 серпня 1995 року) — українська футболістка, захисниця харківського «Житлобуда-2».

## Клубна кар'єра
Футбольну кар'єру розпочала 2010 року в хмельницькому ЗХ-ДЮСШ-1. На початку грудня перебралася до фарм-клубу «Родини-Ліцея», костопільської «Родини». Згодом переведена до «Родини-Ліцею». У 2013 році перейшла в «Легенду-ШВСМ», за яку виступала до 2015 року. У 2016 році підсилила «Житлобуд-2». У жіночій Лізі чемпіонів дебютувала за харківську команду 22 серпня 2017 року в програному (0:1) виїзному поєдинку 1-го туру проти румунської «Олімпії» (Клуж). Катерина вийшла на поле в стартовому складі та відіграла увесь матч.

## Кар'єра в збірній
У футболці дівочої збірної України WU-17 зіграла 3 матчі, в яких відзначилася 1 голом.
Виступала й за молодіжну збірну України, у футболці якої дебютувала 20 жовтня 2012 року в переможному (10:0) поєдинку молодіжного жіночого чемпіонату Європи проти «молодіжки» Фарерських островів. Корсун вийшла на поле в стартовому складі та відіграла увесь матч, а на 32-ій хвилині відзначилася своїм першим голом за українську «Молодіжку». За молодіжну команду збірної України з 2012 по 2014 рік зіграла 10 матчів, в яких відзначилася 2-ма голами.
У футболці національної збірної України дебютувала 11 листопада 2019 року в переможному (4:0) виїзному товариському поєдинку проти Туреччини. Катерина вийшла на поле на 74-ій хвилині.

## Досягнення
«Легенда»
- Вища ліга України
  -  Срібна призерка (2): 2013, 2015
  -  Бронзова призерка (1): 2014

- Кубок України
  -  Фіналістка (3): 2013, 2014, 2015

«Житлобуд-2», «Ворскла»
Чемпіонат України:
 Чемпіон (4): 2016, 2017, 2020, 2023
 Віце-чемпіон: (4): 2014, 2018, 2019, 2021,
 Бронзовий призер: (1): 2015
Кубок України:
 Володар (4): 2020, 2021, 2022, 2023